# Betty Sutton
Betty Sue Sutton, née le 31 juillet 1963 à Barberton (Ohio), est une femme politique américaine.

## Biographie
Betty Sutton est avocate de métier. Membre du Parti démocrate, elle est élue à la chambre des représentants de l'Ohio en 1992 (elle y sert jusqu'en 2000), puis à la chambre des représentants des États-Unis pour l'Ohio en 2006. Elle sert de 2007 à 2013. Elle perd en 2012 sa campagne de réélection face à Jim Renacci, après avoir changé de district.
Le 24 juillet 2013, elle est nommée administratrice de l'agence de développement de la  voie maritime du Saint-Laurent par la Maison-Blanche.